# Stanley J. Stein

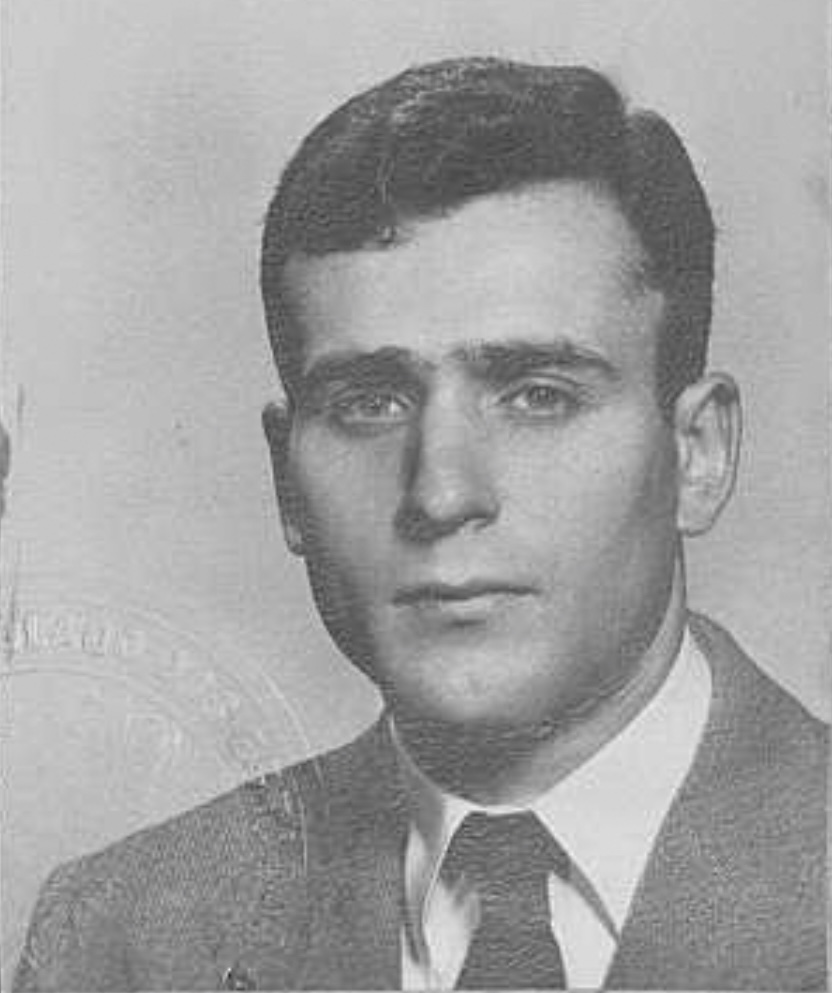
Stein em 1951

Stanley J. Stein (Nova Iorque, 8 de junho de 1920 – Princeton, 19 de dezembro de 2019) foi um historiador norte-americano da América espanhola e da Península Ibérica, com interesses em colonialismo e pós-colonialismo, bem como em história imperial, economia política e história social. Até sua aposentadoria, lecionou na Universidade de Princeton, onde ocupou a Cátedra Walter Samuel Carpenter III de Civilização e Cultura Espanhola. Seu livro mais conhecido é The Colonial Heritage of Latin America, publicado em conjunto com sua esposa, Barbara H. Stein (1916–2005), que explora a ideia de que as políticas restritivas da Espanha sobre comércio fizeram com que a riqueza da América espanhola não enriquecesse a região, ao mesmo tempo em que transformava a Espanha em uma dependência do norte da Europa. Sobre este trabalho, Vincent Peloso fez uma constatação em uma entrevista publicada em 2010: "É justo dizer que ninguém que estudou história latino-americana nos últimos 35 anos deixaria de se envolver com esta síntese fina e elegantemente escrita." Stein passou a publicar com sua esposa trabalhos significativos sobre a ascensão e declínio do Império Espanhol, trabalhos que trouxeram a ambos alto reconhecimento acadêmico.
Em 2018, a Universidade de Princeton adquiriu uma valiosa coleção de manuscritos brasileiros. "A aquisição homenageia as contribuições de Stanley e Barbara Stein para as coleções latino-americanas da biblioteca e para os estudos latino-americanos em Princeton."

## Vida pessoal
Stein morava em Princeton. Ele continuou a trabalhar e manteve um escritório na Universidade local até sua morte em 19 de dezembro de 2019.

## Obras selecionadas
- 1957 Vassouras: A Brazilian Coffee Country, 1850-1900. Harvard University Press. ISBN 978-0691022369 Publicado no Brasil como Vassouras: um município brasileiro do café: 1850-1900, pela Editora Nova Fronteira, em 1985.
- 1957 The Brazilian cotton manufacture; textile enterprise in an underdeveloped area, 1850-1950. Cambridge, Mass., Harvard University Press, 1957. Reimpresso em 2014. ISBN 978-0674592544
- 1970. The Colonial Heritage of Latin America. Com Barbara H. Stein. Vol. 10. Nova Iorque: Oxford University Press. ISBN 978-0195012927
- 1970. La herencia colonial de América Latina/Colonial heritage of Latin America. Siglo xxi, 1970.
- 1977. Latin America: A Guide to Economic History. (editado com Roberto Cortes Conde). University of California Press. ISBN 978-0520029569
- 2000. Silver, trade, and war: Spain and America in the making of early modern Europe. Com Barbara H. Stein. Johns Hopkins University Press. ISBN 978-0801877551
- 2003. Apogee of empire: Spain and New Spain in the age of Charles III, 1759–1789. Com Barbara H. Stein. Johns Hopkins University Press. ISBN 978-0801873393
- 2009. Edge of crisis: War and trade in the Spanish Atlantic, 1789–1808. Johns Hopkins University Press, 2009. Com Barbara H. Stein ISBN 978-1421414249